# Clubiona iharai
Clubiona iharai este o specie de păianjeni din genul Clubiona, familia Clubionidae, descrisă de Ono, 1995. Conform Catalogue of Life specia Clubiona iharai nu are subspecii cunoscute.